# Nights of The Knife
「Nights of The Knife」（ナイツ・オブ・ザ・ナイフ）は、TMNの28枚目のシングル。

## 背景
デビュー10周年と同時に「TMN終了」を各種メディアにて一斉発表した日にリリースされたシングル（この時点ではラストシングルであった）。
当初、この曲のカップリングに「Another Meeting」の収録が予定されていたが、宇都宮の喉の調子が悪かったため、収録を見合わせ、ベストアルバム『TMN BLUE』のボーナス・トラックとして収録された。

## 制作
小室哲哉が小室みつ子に詞を発注した時、デモテープを聞いた小室みつ子は「ああ、終わりなんだな」という感慨のあまり、第1稿は終了コンサートを思い浮かべながら、「10年間を振り返りながら、別れを告げる」「TMを見送るファンも泣いてしまうだろう」ことをテーマにした歌詞だった。
しかしすぐさまメンバー3人によってボツとなり、直後に3人から「『TMN終了』は終わりじゃなくて、新しい始まりなんだ。感慨の涙より、頭を切り替えて新しい何かに対しての前向きな気持ちを書いてほしい」というコンセプトを提示された。特に木根からは「あの1行だけは絶対ダメ!絶対に直してもらうからね!」と電話で叫ばれ、宇都宮もスケジュールのギリギリまで「ここの1行は前にした方がいい」「ここは英語にしよう」と様々な注文をつけた。そのため、歌詞の内容は前向きな印象を持つ。
タイトルも小室みつ子がギリギリまで悩みながら、様々な候補を挙げて、最終的に小坂洋二が決めた。
小室みつ子はアルバム「Self Control」収録の「『Fool On The Planet (青く揺れる惑星に立って)』の10年後を描く続編」を意識して書いた。「馬鹿げた夢を持った奴が、大きな事を成し遂げて、また新しい夢が見つかった。ずっと一緒にいた恋人も何だか大人びて、少し切ないけど、じっとしていられない気持ちが抑えられない。あの懐かしい場所で、また夢に向けて歩いていく」内容で作った。
参加ミュージシャンには、葛城哲哉がギターで参加している。

## ディスクジャケット
CDジャケットには3人の姿は一切登場しない。また初回版のみ横開きのジャケットで2つ折りになっており、裏面にこれまでリリースしてきたシングルCDのジャケット写真が掲載されている。

## ミュージック・ビデオ
ミュージック・ビデオは、これまでのTMの代表曲とTMN終了ライブの様子が収録されている。

## チャート成績
オリコンチャート史上、通算500曲目の1位獲得作品となった。売上枚数は43万枚。

## 収録曲
| 全作曲・編曲: 小室哲哉。 |                                       |            |            |      |
| #                        | タイトル                              | 作詞       | 作曲・編曲 | 時間 |
| 1.                       | 「Nights of The Knife」               | 小室みつ子 | 小室哲哉   | 6:21 |
| 2.                       | 「Nights of The Knife」(Instrumental) |            | 小室哲哉   | 6:21 |
| 合計時間:                | 合計時間:                             | 合計時間:  | 12:42      |      |

## クレジット
- Mixed : 伊東俊郎
- Guitar : 葛城哲哉

## 収録アルバム
- GROOVE GEAR 1984-1994 (VER.0)
- TETSUYA KOMURO PRESENTS TMN BLACK
- TMN final live LAST GROOVE 5.19 (ライブバージョン)
- TIME CAPSULE all the singles
- THE GREATEST HITS - 小室哲哉作品集 - s
- TM NETWORK THE SINGLES 2
- TM NETWORK ORIGINAL SINGLES 1984-1999
- TM NETWORK ORIGINAL SINGLE BACK TRACKS 1984-1999 (Instrumental)
- Gift from Fanks T
- LIVE HISTORIA T 〜TM NETWORK Live Sound Collection 1984-2015〜　(ライブバージョン)

## カバー
| 楽曲                | 発売日         | アーティスト | 収録作品                  | 備考         | 出典  |
| ------------------- | -------------- | ------------ | ------------------------- | ------------ | ----- |
| Nights of The Knife | 1994年11月21日 | 小室みつ子   | アルバム『Simple Dreams』 | セルフカバー | [ 8 ] |